# Liselotte Schramm-Heckmann

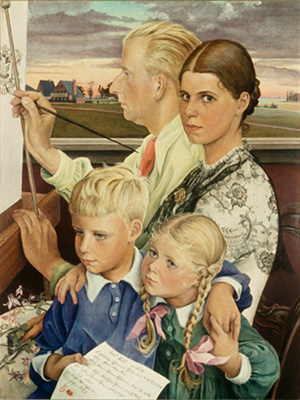
Selbstbildnis mit Familie von Liselotte Schramm-Heckmann aus dem Jahr 1935

Liselotte Schramm-Heckmann (* 12. August 1904 in Duisburg; † 21. Januar 1995 in Erkrath) war eine deutsche Bildnis-, Figuren- und Landschafts-Malerin sowie Kostümzeichnerin und Ehefrau des Künstlers Werner Schramm. Sie gehörte zu der internationalen Künstler-Gruppe der „Peintres de la Réalité“, die sich später zum „Mouvement Trompe-l'œil/Réalité“ entwickelte und war Mitglied im Verein Düsseldorfer Künstlerinnen sowie Ehrenmitglied der Arbeitsgemeinschaft Düsseldorfer Künstlervereinigungen.

## Leben
Liselotte Schramm-Heckmann war die Tochter von Rheinhold Heckmann (1873–1964) und Amélie Heckmann geb. Schumm (1880–1967). Rheinhold Heckmann war in Berlin aufgewachsen und zog 1888 nach Duisburg, dann 1897 nach Bonn, wo er Amélie Schumm kennenlernte. Liselotte Schramm-Heckmann wurde im Jahr 1904 in Duisburg geboren und hatte zwei Brüder: Carl-Justus (1902–1993) und Fritz (* 1907). Die drei Kinder wuchsen zusammen in Duisburg auf, wo der Vater arbeitete.
Schon früh versuchte sich Liselotte Schramm-Heckmann im Malen und Zeichnen. Ihre Mutter unterstützte sie dabei schon in jungen Jahren, beeinflusst von Hans Thoma und Albert Schweitzer ermöglichte sie ihr Zeichenunterricht bei Fritz Linde, wo sie 10-jährig den 16-jährigen Werner Schramm kennenlernte. Sie trafen sich von da an zum gemeinsamen Zeichnen, Malen und Schneiden von Scherenschnitten. Im Jahr 1915 entstand beispielsweise eine Zeichnung von Werner Schramm, die Liselotte Heckmann im Alter von zehn Jahren zeigt. Noch während des Ersten Weltkriegs organisierte Amélie Heckmann am Gymnasium, wo Fritz Linde unterrichtet hatte und welches Werner Schramm besuchte, eine Ausstellung zum Gedenken an den gefallenen Kunstlehrer Fritz Linde und wurde dabei von dessen Schüler Werner Schramm unterstützt.
Das Ende des Ersten Weltkrieges erlebte Liselotte Schramm-Heckmann mit 14 Jahren. Sie beschrieb die Zeit danach als „schwere Zeit mit Hunger und Ruhr, Bürgerkrieg und passivem Widerstand gegen die Besatzung“. Im Jahr 1921 beendete sie ihre Schulzeit an der Höheren Töchterschule und konzentrierte sich dann auf das Studium der Malerei. Hans Rilke schätzte sie als Lehrer sehr, er sei „sehr vielseitig, versuchte nicht, seine Schüler in eine bestimmt Richtung zu drängen, sondern ließ sie sich nach ihrer persönlichen Weise entfalten.“ Seinen sozialkritischen Arbeiten hingegen brachte sie wenig Sympathie entgegen. Später lernte sie auch bei Marie Henrici in Alsbach.
Ab 1923 unterstützte Liselotte Heckmann als Kostümzeichnerin am Schauspielhaus Düsseldorf und an anderen Bühnen die Arbeit ihres späteren Ehemannes Werner Schramm, der dort als Bühnenbildner tätig war. Bis 1925 waren sie an Bühnen in Hamborn, Mönchengladbach, Oberhausen und Gladbeck tätig. Im Jahre 1925 heirateten sie. Beide beendeten die Arbeiten am Düsseldorfer Schauspielhaus, um sich von nun an nur noch der freien Malerei zu widmen. Von 1925 bis 1926 lebten sie zu Studienzwecken zunächst in Fiesole bei Florenz und später von 1926 bis 1931 in Meudon bei Paris. 1931 zog das Ehepaar nach Düsseldorf und stellte in den folgenden Jahren ihre Kunst im In- und Ausland (u. a. in Düsseldorf, und Paris/Frankreich) aus. U. a. hatten sie 1939 in Mülheim an der Ruhr im Städtischen Museum eine Ausstellung. In der Zeit des Nationalsozialismus war Liselotte Schramm-Heckmann obligatorisch Mitglied der Reichskammer der bildenden Künste.
1953 nahmen sie in der DDR an der Dritten Deutschen Kunstausstellung in Dresden teil.

## Werke

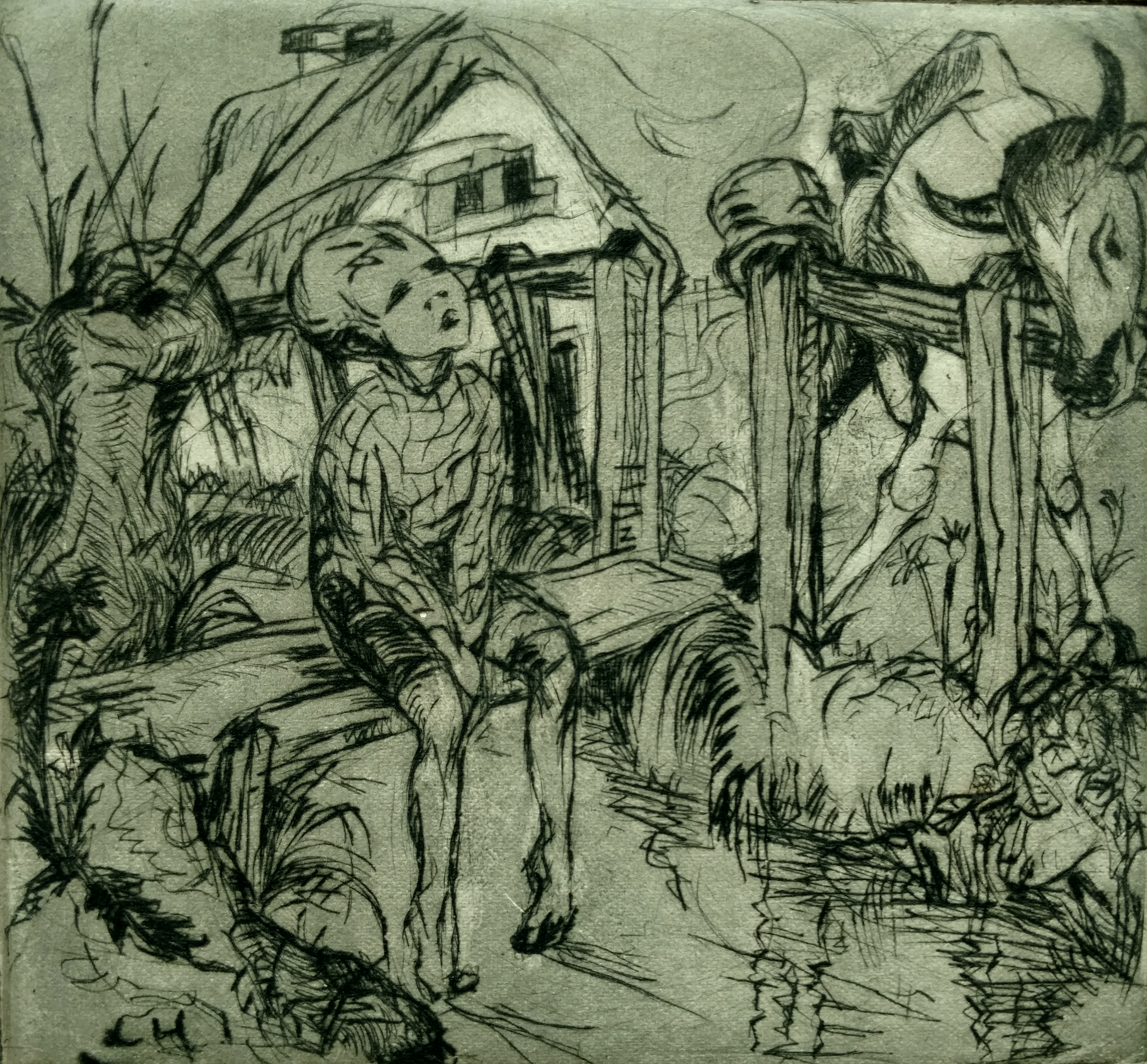
Radierung von Liselotte Schramm-Heckmann aus dem Jahre 1922

Während der Jahre im Ausland erarbeitete sich Liselotte Schramm-Heckmann gemeinsam mit Werner Schramm eine Technik, die eine Vielfalt von Gegenständen in ihrer farbigen Wirklichkeit zu erfassen gestattet: Mensch und Landschaft, oft miteinander verbunden, Blumen und Stillleben waren die Aufgaben, die sie sich gestellt und gelöst hat, darunter häufig Familien- und Kinderbildnisse. Grundlage aller Bildnisse ist stets eine genaue, auf dem Strich aufgebaute Zeichnung, deren Rahmen sich in die wohl aufeinander abgestimmten Stufen der Farbe einpassen. Mit der internationalen Gruppe der „Peintres de la réalité“ war sie bis zu ihrem Tod verbunden. Als Lehrerin hat sie ihr Können vielfältig weitergegeben.
Ausgewählte Werke:
- Lohausen, Aquarell, 1935, 25,0 × 35,8 cm, Stadtmuseum Landeshauptstadt Düsseldorf
- Altarbild, Tempera, 150 × 130 cm, Düsseldorf/Nordenau 1938 bis 1942, Kreuzkirche Neuss-Gnadental
- Blick vom Balkon, Düsseldorf 1949, 46 × 38 cm
- Unser altes Atelier, Düsseldorf 1973, 50 × 39 cm
- Die Hand meines Mannes, Düsseldorf 1973, 27 × 41 cm
- Selbstbildnis mit Familie, Düsseldorf 1935, 83 × 65 cm
- Zeichnung zum Selbstbildnis mit Familie (Bleistift)
- Zigeunerjungen, Düsseldorf 1933, 51 × 62 cm
- Kind im Gras, Paris 1929, 44 × 63 cm
- Bildnis der Annemarie Langen, Haus Etzweiler, 58 × 40 cm
- Bildnis Arnold Langen, Köln 1934, 58 × 40 cm
- Bildnis der Familie Thiele, Mittelstendorf/Stoltau 1936, 60 × 80 cm
- Bildnis Gerhard und Leo Goedhart, Lübeck 1936, 74 × 60 cm
- Bildnis Ariane Heckmann, Rhena (Waldeck) 1948, 51 × 33 cm
- Mutter und Kind am Gartenzaun, Rhena (Waldeck) 1948, 65 × 60 cm
- Zeichnung zum Bildnis Monika (Bleistift), Düsseldorf 1950
- Bildnis Carin Hannasch, Düsseldorf 1952, 90 × 65 cm
- Gloria-Dei-Rose mit Tautropfen, Düsseldorf 1963, 26,5 × 24,7 cm
- Geschwister, Traar/Krefeld 1950, 95 × 80 cm
- Enfant dormant (Schlafendes Kind)[14]
- Sonnenaufgang, Tempera, 1969, 39 cm × 47 cm[15]
- Les violets[16]
- Décor De Théâtre (par Werner Schramm, 1924)[17]
- Portrait de jeune homme, pointe d’argent[18]
- Le Rouet[19]
- Etagère[20]
- Femme[21]

## Veröffentlichungen
- Beitrag in Velhagen & Klasings Monatshefte, 52. Jahrgang, April 1937–1938, 8. Heft, Bielefeld (Link)
- Otto Brües, Maximilien Gauthier: Werner Schramm und Liselotte Schramm-Heckmann. Ratingen 1965, ISBN 978-3-929944-99-0.
- Liselotte Schramm-Heckmann: Werner Schramm und Liselotte Schramm-Heckmann. Ratingen 1965, Henn, 2. Auflage. Ratingen 1976, ISBN 978-3-929945-07-2.
- Ilka Kügler, Liselotte Schramm-Heckmann: Werner Schramm, Liselotte Heckmann – Bühnenbilder und Figurinen 1920–1925. Düsseldorf 1991, ISBN 978-3-929945-04-1.
- Liselotte Schramm-Heckmann: Rebecca Gabriele, Entstehung eines Bildnisses. Düsseldorf 1991. (Link)
- Liselotte Schramm-Heckmann: Jugenderinnerungen. In: Bernd Braumüller: Draeger – Valette, Zwei Berliner Familien und Ihre Nachkommen. Rotenburg 2000 (Link)